# Hermann Karsten (fysiker)
Hermann Karsten, född den 3 september 1809 i Breslau, död den 26 augusti 1877 i Bad Reinerz, var en tysk fysiker. Han var son till Carl Karsten.
Karsten studerade matematik och naturvetenskap i Bonn och Berlin, arbetade 1829 i Königsberg hos Bessel, habiliterade sig 1830 i Rostock och blev 1836 ordinarie professor i matematik och fysik där, 1862 även föreståndare för navigationsskolan. Karsten invaldes 1874 i Leopoldina.